# Biathlon-Weltmeisterschaften 2004
Die 39. Biathlon-Weltmeisterschaften fanden vom 7. bis 15. Februar 2004 im deutschen Oberhof in der Rennsteig-Arena in Thüringen statt.
Geprägt wurde diese WM durch das Ehepaar Poirée: Liv Grete gewann drei von vier möglichen Einzeltiteln, dazu als Schlussläuferin noch Gold mit der norwegischen Staffel, Raphaël wurde ebenfalls dreimal Weltmeister in den Einzeldisziplinen und gewann außerdem noch Silber im Sprint sowie Bronze als Schlussläufer seiner französischen Staffel.

## Wettbewerbe
Im Wettbewerbsangebot gab es keine Änderungen. Durchgeführt wurden mit Sprint, Verfolgung, Einzelwettkampf, Massenstart und Staffel jeweils fünf Disziplinen für Frauen und Männer.

## Teilnehmer
Sportlerinnen und Sportler aus 36 Nationen nahmen an den Biathlon-Weltmeisterschaften 2004 teil.
| - Argentinien - Australien - Belarus - Belgien - Bulgarien - Chile - Volksrepublik China - Tschechien - Deutschland - Estland - Finnland - Frankreich | - Griechenland - Grönland - Großbritannien - Italien - Japan - Kanada - Kasachstan - Lettland - Litauen - Moldau - Norwegen - Österreich | - Polen - Rumänien - Russland - Schweden - Schweiz - Serbien und Montenegro - Slowenien - Slowakei - Spanien - Ukraine - USA - Ungarn |

## Zeitplan
| Datum             | Frauen  | Frauen                | Männer          | Männer               |                 |
| ----------------- | ------- | --------------------- | --------------- | -------------------- | --------------- |
| 6. Februar (Fr.)  | 18:00   | Eröffnungsfeier       | Eröffnungsfeier | Eröffnungsfeier      | Eröffnungsfeier |
| 7. Februar (Sa.)  | 10:00   | Sprint (7,5 km)       | 14:00           | Sprint (10 km)       |                 |
| 8. Februar (So.)  | 14:00   | Verfolgung (10 km)    | 15:20           | Verfolgung (12,5 km) |                 |
| 9. Februar (Mo.)  | Ruhetag | Ruhetag               | Ruhetag         | Ruhetag              |                 |
| 10. Februar (Di.) | 14:20   | Einzel (15 km)        |                 |                      |                 |
| 11. Februar (Mi.) |         |                       | 14:20           | Einzel (20 km)       |                 |
| 12. Februar (Do.) | 14:20   | Staffel (4 × 6 km)    |                 |                      |                 |
| 13. Februar (Fr.) |         |                       | 14:20           | Staffel (4 × 7,5 km) |                 |
| 14. Februar (Sa.) | 14:20   | Massenstart (12,5 km) |                 |                      |                 |
| 15. Februar (So.) |         |                       | 14:20           | Massenstart (15 km)  |                 |

## Resultate Männer

### Sprint 10 km
| Platz | Sportler                | Zeit/Rückstand | Schießfehler |
| ----- | ----------------------- | -------------- | ------------ |
| 01    | Raphaël Poirée          | 030:11,9 min   | 0 (0-0)      |
| 02    | Ricco Groß              | 000+9,1 s00    | 0 (0-0)      |
| 03    | Ole Einar Bjørndalen    | 00+45,0 s00    | 2 (2-0)      |
| 04    | Filipp Schulman         | +1:10,2 min    | 2 (1-1)      |
| 05    | Michael Greis           | +1:29,2 min    | 1 (1-0)      |
| 06    | Vincent Defrasne        | +1:40,0 min    | 1 (1-0)      |
| 07    | Sergei Roschkow         | +1:41,8 min    | 1 (1-0)      |
| 08    | Paavo Puurunen          | +1:41,9 min    | 2 (2-0)      |
| 09    | Oleksandr Bilanenko     | +1:42,8 min    | 2 (0-2)      |
| 10    | Frode Andresen          | +1:51,4 min    | 5 (2-3)      |
|       |                         |                |              |
| 16    | Sven Fischer            | +2:02,0 min    | 3 (1-2)      |
|       |                         |                |              |
| 19    | Ludwig Gredler          | +2:21,3 min    | 1 (0-1)      |
| 20    | Wolfgang Rottmann       | +2:25,3 min    | 4 (2-2)      |
|       |                         |                |              |
| 22    | Peter Sendel            | +2:27,7 min    | 1 (1-0)      |
|       |                         |                |              |
| 25    | Wilfried Pallhuber      | +2:47,7 min    | 2 (1-1)      |
|       |                         |                |              |
| 32    | Roland Zwahlen          | +3:15,5 min    | 0 (0-0)      |
|       |                         |                |              |
| 42    | Jean-Marc Chabloz       | +3:41,9 min    | 1 (0-1)      |
|       |                         |                |              |
| 44    | Patrick Favre           | +3:48,4 min    | 2 (1-1)      |
|       |                         |                |              |
| 52    | René-Laurent Vuillermoz | +4:13,0 min    | 3 (2-1)      |
| 53    | Christoph Sumann        | +4:14,0 min    | 4 (1-3)      |
|       |                         |                |              |
| 56    | Daniel Mesotitsch       | +4:28,9 min    | 2 (1-1)      |
| 57    | Christian De Lorenzi    | +4:29,2 min    | 4 (2-2)      |
|       |                         |                |              |
| 65    | Matthias Simmen         | +5:08,5 min    | 5 (2-3)      |
|       |                         |                |              |
| 68    | Simon Hallenbarter      | +5:22,6 min    | 3 (1-2)      |
| …     |                         |                |              |

Datum: 7. Februar 2004
Bei sehr schwierigen Windverhältnissen wurden insgesamt viele Fehler geschossen. Lediglich fünf Teilnehmern gelang es, ohne Strafrunde ins Ziel zu kommen. Die Schnellsten von ihnen lagen am Ende vorn. Raphaël Poirée wurde Weltmeister und Ricco Groß errang wie bei den Weltmeisterschaften im Jahr zuvor in Chanty-Mansijsk Silber. Bronze ging an Ole Einar Bjørndalen, der beim Schießen zweimal nicht getroffen hatte.

### Verfolgung 12,5 km
| Platz | Sportler             | Zeit/Rückstand | Schießfehler |
| ----- | -------------------- | -------------- | ------------ |
| 01    | Ricco Groß           | 038:53,83 min  | 2 (1-0-0-1)  |
| 02    | Raphaël Poirée       | 00+13,3 s00    | 2 (0-1-0-1)  |
| 03    | Ole Einar Bjørndalen | +1:16,6 min    | 6 (0-2-2-2)  |
| 04    | Vincent Defrasne     | +1:18,9 min    | 3 (1-0-1-1)  |
| 05    | Halvard Hanevold     | +1:33,9 min    | 1 (0-0-1-0)  |
| 06    | Tomasz Sikora        | +1:53,3 min    | 3 (1-0-1-1)  |
| 07    | Paavo Puurunen       | +1:56,0 min    | 2 (1-0-0-1)  |
| 08    | Sven Fischer         | +2:02,8 min    | 4 (0-2-2-0)  |
| 09    | Michael Greis        | +2:14,4 min    | 2 (0-0-1-1)  |
| 10    | Sergei Roschkow      | +2:24,6 min    | 2 (0-0-1-1)  |
|       |                      |                |              |
| 10    | Wolfgang Rottmann    | +2:52,8 min    | 3 (0-0-1-3)  |
|       |                      |                |              |
| 17    | Ludwig Gredler       | +3:43,1 min    | 5 (1-2-1-1)  |
|       |                      |                |              |
| 30    | Wilfried Pallhuber   | +5:37,5 min    | 5 (1-3-0-1)  |
|       |                      |                |              |
| 41    | Peter Sendel         | +6:44,7 min    | 8 (1-1-3-3)  |
|       |                      |                |              |
| 46    | Patrick Favre        | +7:53,8 min    | 5 (0-1-3-2)  |
|       |                      |                |              |
| DNF   | Christoph Sumann     |                | – (4-x-x-x)  |
| LAP   | Roland Zwahlen       |                | – (2-0-5-x)  |
| LAP   | Jean-Marc Chabloz    | – (4-1-2-x)    |              |
| LAP   | Christian De Lorenzi | – (2-3-3-x)    |              |

Datum: 8. Februar 2004
Wie am Vortag beim Sprintrennen waren die Windbedingungen äußerst schwierig. Sprintweltmeister Raphaël Poirée kam mit deutlichem Vorsprung zum letzten Schießen, als der Wind besonders heftig wehte. Poirée wartete lange, bevor er zu schießen begann. Derweil war sein stärkster Gegner Ricco Groß eingetroffen, setzte ohne langes Zögern seine Schüsse und kam mit nur einem Fehler davon. Der unter Druck geratene Poirée schoss nun auch, allerdings mit längeren Wartezeiten zwischen den Schüssen. So handelte er sich bei ebenfalls einer Strafrunde einen Rückstand von einer knappen halben Minute ein. Der läuferisch sehr starke Poirée versuchte alles, um noch an Groß heranzukommen, was ihm jedoch nicht gelang, weil der Abstand beim Schießen zu groß geworden war. So gab es in der Verfolgung auf den Plätzen eins und zwei die zum Sprint umgekehrte Reihenfolge.

### Einzel 20 km
| Platz | Sportler                | Zeit/Rückstand | Schießfehler |
| ----- | ----------------------- | -------------- | ------------ |
| 001   | Raphaël Poirée          | 0051:37,9 min  | 01 (0-0-0-1) |
| 002   | Tomasz Sikora           | 000+55,5 s00   | 01 (1-0-0-0) |
| 003   | Ole Einar Bjørndalen    | 0+1:00,5 min   | 02 (1-1-0-0) |
| 004   | Ricco Groß              | 0+1:39,3 min   | 02 (0-2-0-0) |
| 005   | Sergei Konowalow        | 0+1:52,5 min   | 02 (0-1-0-1) |
| 006   | Sergei Roschkow         | 0+1:53,2 min   | 01 (1-0-0-0) |
| 007   | Rustam Waliullin        | 0+2:10,7 min   | 01( 0-1-0-0) |
| 008   | Oleksandr Bilanenko     | 0+2:31,3 min   | 01 (1-0-0-0) |
| 009   | Carl-Johan Bergman      | 0+2:48,7 min   | 01 (0-0-0-1) |
| 010   | Oleksij Ajdarow         | 0+2:57,7 min   | 02 (0-0-1-1) |
| 011   | Wolfgang Rottmann       | 0+3:24,2 min   | 02 (1-1-0-0) |
|       |                         |                |              |
| 014   | Andreas Birnbacher      | 0+3:54,1 min   | 03 (1-2-0-0) |
|       |                         |                |              |
| 023   | Sven Fischer            | 0+4:40,9 min   | 05 (0-1-1-3) |
|       |                         |                |              |
| 026   | Wilfried Pallhuber      | 0+4:50,3 min   | 02 (0-1-0-1) |
|       |                         |                |              |
| 028   | Ludwig Gredler          | 0+5:09,3 min   | 04 (1-2-0-1) |
|       |                         |                |              |
| 034   | Matthias Simmen         | 0+5:28,7 min   | 03 (0-1-1-1) |
|       |                         |                |              |
| 047   | Jean-Marc Chabloz       | 0+6:39,7 min   | 03 (1-1-0-2) |
|       |                         |                |              |
| 052   | Roland Zwahlen          | 0+6:52,0 min   | 03 (0-0-2-1) |
| 053   | Alexander Wolf          | 0+6:54,3 min   | 06 (0-2-2-2) |
|       |                         |                |              |
| 056   | Daniel Mesotitsch       | 0+7:06,6 min   | 03 (0-1-1-1) |
|       |                         |                |              |
| 064   | René-Laurent Vuillermoz | 0+7:56,1 min   | 06 (0-2-2-2) |
|       |                         |                |              |
| 066   | Christoph Sumann        | 0+8:21,9 min   | 06 (1-2-1-2) |
|       |                         |                |              |
| 079   | Klaus Höllrigl          | +10:23,0 min   | 07 (2-2-3-0) |
|       |                         |                |              |
| 106   | Simon Hallenbarter      | +16:48,0 min   | 12 (3-3-4-2) |
|       |                         |                |              |
| DNF   | Christian De Lorenzi    |                | – (0-4-3-x)  |

Datum: 12. Februar 2004

### Massenstart 15 km
| Platz | Sportler             | Zeit/Rückstand | Schießfehler |
| ----- | -------------------- | -------------- | ------------ |
| 01    | Raphaël Poirée       | 040:31,7 min   | 2 (1-0-1-0)  |
| 02    | Lars Berger          | 00+32,4 s00    | 5 (2-1-2-0)  |
| 03    | Sergei Konowalow     | 00+36,2 s00    | 2 (0-1-0-1)  |
| 04    | Tomasz Sikora        | 00+42,9 s00    | 2 (1-0-0-1)  |
| 05    | Halvard Hanevold     | 00+43,2 s00    | 1 (0-0-0-1)  |
| 06    | Vincent Defrasne     | 00+44,2 s00    | 3 (1-1-0-1)  |
| 07    | Ole Einar Bjørndalen | 00+45,8 s00    | 2 (0-0-1-1)  |
| 08    | Sven Fischer         | +1:10,1 min    | 4 (1-0-2-1)  |
| 09    | Filipp Schulman      | +1:00,2 min    | 2 (1-1-0-0)  |
| 10    | Janez Marič          | +1:07,3 min    | 2 (0-2-0-0)  |
|       |                      |                |              |
| 20    | Ludwig Gredler       | +2:19,3 min    | 3 (1-2-0-0)  |
| 21    | Michael Greis        | +2:43,5 min    | 2 (1-0-0-1)  |
|       |                      |                |              |
| 27    | Peter Sendel         | +3:45,3 min    | 2 (0-0-1-1)  |
|       |                      |                |              |
| 29    | Ricco Groß           | +4:29,2 min    | 4 (1-1-1-1)  |
| 30    | Wolfgang Rottmann    | +4:31,0 min    | 5 (1-0-3-1)  |

Datum: 15. Februar 2004

### Staffel 4 × 7,5 km
| Platz | Land/Sportler                                                                                         | Zeit/Rückstand | Schießfehler                            |
| ----- | --- | -------------- | --------------------------------------- |
| 01    | Deutschland 0000Frank Luck 0000Ricco Groß 0000Sven Fischer 0000Michael Greis                          | 1:17:50,3 h00  | 0-1 0-1 0-0 0-0 0-1 0-0 0-0 0-1         |
| 02    | Norwegen 0000Halvard Hanevold 0000Lars Berger 0000Egil Gjelland 0000Ole Einar Bjørndalen              | 000+15,7 s00   | 0-4 2-4 0-0 0-0 0-1 2-3 0-0 0-1 0-3 0-0 |
| 03    | Frankreich 0000Ferréol Cannard 0000Vincent Defrasne 0000Julien Robert 0000Raphaël Poirée              | 000+33,3 s00   | 0-2 0-0 0-0 0-0 0-1 0-0 0-0 0-0 0-1 0-0 |
| 04    | Belarus 0000Oleksij Ajdarow 0000Uladsimer Dratschou 0000Rustam Waliullin 0000Aleh Ryschenkau          | 000+36,5 s00   | 0-3 0-3 0-1 0-1 0-1 0-0 0-0 0-2 0-1 0-0 |
| 05    | Russland 0000Filipp Schulman 0000Sergei Konowalow 0000Nikolai Kruglow 0000Sergei Roschkow             | 000+49,9 s00   | 0-3 0-1 0-0 0-1 0-1 0-0                 |
| 06    | Schweden 0000Carl Johan Bergman 0000David Ekholm 0000Mattias Nilsson 0000Björn Ferry                  | 0+2:37,7 min   | 0-3 0-7 0-2 0-1 0-1 0-2 0-0 0-2         |
| 07    | Ukraine 0000Oleksandr Bilanenko 0000Alexej Korobeinikow 0000Wjatscheslaw Derkatsch 0000Ruslan Lysenko | 0+2:42,9 min   | 1-6 0-6 1-3 0-1 0-0 0-0 0-1 0-3 0-2 0-2 |
| 08    | Tschechien 0000Petr Garabík 0000Tomáš Holubec 0000Roman Dostál 0000Michal Šlesingr                    | 0+2:48,3 min   | 0-2 1-6 0-0 0-0 0-1 0-2 0-0 1-3 0-1 0-1 |
| 09    | Österreich 0000Christoph Sumann 0000Daniel Mesotitsch 0000Ludwig Gredler 0000Wolfgang Rottmann        | 0+3:11,8 min   | 0-5 0-7 0-3 0-1 0-1 0-2 0-0 0-2 0-1 0-2 |
| 10    | Slowakei 0000Pavol Hurajt 0000Pavol Novák 0000Miroslav Matiaško 0000Marek Matiaško                    | 0+3:26,5 min   | 0-4 0-7 0-1 0-2 0-1 0-3 0-0 0-2 0-2 0-0 |
|       | |                |                                         |
| 15    | Italien 0000René-Laurent Vuillermoz 0000Patrick Favre 0000Christian De Lorenzi 0000Wilfried Pallhuber | 0+5:10,4 min   | 1-6 1-5 1-3 0-1 0-1 0-0 0-2 1-3 0-0 0-1 |
|       | |                |                                         |
| 19    | Schweiz 0000Jean-Marc Chabloz 0000Roland Zwahlen 0000Matthias Simmen 0000Simon Hallenbarter           | 0+8:02,8 min   | 3-9 0-6 0-3 0-2 0-0 0-1 0-3 0-0 3-3 0-3 |
| …     | |                |                                         |

Datum: 13. Februar 2004

## Resultate Frauen

### Sprint 7,5 km
| Platz | Sportlerin            | Zeit/Rückstand | Schießfehler |
| ----- | --------------------- | -------------- | ------------ |
| 01    | Liv Grete Poirée      | 025:51,0 min   | 1 (1-0)      |
| 02    | Anna Bogali-Titowez   | 00+20,6 s00    | 0 (0-0)      |
| 03    | Jekaterina Iwanowa    | 00+53,2 s00    | 1 (0-1)      |
| 03    | Martina Glagow        | 00+53,2 s00    | 1 (1-0)      |
| 05    | Sandrine Bailly       | +1:15,2 min    | 2 (1-1)      |
| 06    | Irina Nikultschina    | +1:19,0 min    | 3 (1-2)      |
| 07    | Christelle Gros       | +1:24,8 min    | 2 (1-1)      |
| 08    | Alena Subrylawa       | +1:27,0 min    | 2 (0-2)      |
| 09    | Swetlana Ischmuratowa | +1:29,0 min    | 3 (1-2)      |
| 10    | Nathalie Santer       | +1:35,7 min    | 2 (1-1)      |
|       |                       |                |              |
| 13    | Katrin Apel           | +2:14,0 min    | 5 (2-3)      |
|       |                       |                |              |
| 24    | Simone Denkinger      | +2:53,3 min    | 4 (0-4)      |
|       |                       |                |              |
| 26    | Kati Wilhelm          | +2:56,6 min    | 4 (1-3)      |
|       |                       |                |              |
| 35    | Anna Sprung           | +3:08,2 min    | 3 (1-2)      |
|       |                       |                |              |
| 54    | Maryke Ciaramidaro    | +4:05,6 min    | 1 (0-1)      |
|       |                       |                |              |
| 63    | Saskia Santer         | +4:52,8 min    | 5 (3-2)      |
| 66    | Michela Ponza         | +5:04,4 min    | 5 (1-4)      |
| …     |                       |                |              |

Datum: 7. Februar 2004

### Verfolgung 10 km
| Platz | Sportlerin                  | Zeit/Rückstand | Schießfehler |
| ----- | --------------------------- | -------------- | ------------ |
| 01    | Liv Grete Poirée            | 037:39,3 min   | 04 (0-0-1-3) |
| 02    | Martina Glagow              | 00+21,3 s00    | 03 (0-0-2-1) |
| 03    | Anna Bogali-Titowez         | +1:01,3 min    | 05 1-1-3-0)  |
| 04    | Alena Subrylawa             | +1:24,2 min    | 04 2-1-0-1)  |
| 05    | Swetlana Ischmuratowa       | +1:31,2 min    | 03 (0-1-1-1) |
| 06    | Jekaterina Iwanowa          | +1:56,8 min    | 06 (2-2-0-2) |
| 07    | Gro Marit Istad-Kristiansen | +1:58,1 min    | 05 (2-1-1-1) |
| 08    | Christelle Gros             | +2:02,1 min    | 04 (0-1-2-1) |
| 09    | Irina Nikultschina          | +2:05,1 min    | 08 (1-3-3-1) |
| 10    | Natalja Gusewa              | +2:13,0 min    | 04 (0-2-1-1) |
|       |                             |                |              |
| 15    | Kati Wilhelm                | +3:19,1 min    | 06 (3-0-1-2) |
|       |                             |                |              |
| 17    | Katrin Apel                 | +3:51,4 min    | 10 (3-1-2-4) |
|       |                             |                |              |
| 19    | Anna Sprung                 | +3:53,4 min    | 03 (0-0-1-2) |
|       |                             |                |              |
| 52    | Simone Denkinger            | +6:51,2 min    | 06 (0-4-1-1) |
| 53    | Nathalie Santer             | +7:04,0 min    | 11 (4-3-1-3) |
|       |                             |                |              |
| 56    | Maryke Ciaramidaro          | +8:18,0 min    | 08 (4-0-1-3) |
| …     |                             |                |              |

Datum: 8. Februar 2004

### Einzel 15 km
| Platz | Sportlerin          | Zeit/Rückstand | Schießfehler |
| ----- | ------------------- | -------------- | ------------ |
| 01    | Olga Pyljowa        | 049:30,0 min   | 1 (0-0-0-1)  |
| 02    | Albina Achatowa     | 00+41,0 s00    | 1 (1-0-0-0)  |
| 03    | Olena Petrowa       | +1:41,5 min    | 3 (0-2-0-1)  |
| 04    | Sandrine Bailly     | +2:01,6 min    | 4 (0-2-0-2)  |
| 05    | Sylvie Becaert      | +2:20,2 min    | 2 (0-1-0-1)  |
| 06    | Martina Glagow      | +2:28,9 min    | 3 (1-1-0-1)  |
| 07    | Christelle Gros     | +2:49,3 min    | 4 (0-2-1-1)  |
| 08    | Liv Grete Poirée    | +2:54,7 min    | 5 (0-4-0-1)  |
| 09    | Simone Denkinger    | +3:03,4 min    | 4 (2-0-0-2)  |
| 10    | Anna Bogali-Titowez | +3:04,8 min    | 4 (1-1-2-0)  |
|       |                     |                |              |
| 26    | Andrea Henkel       | +5:41,0 min    | 5 (0-2-0-3)  |
|       |                     |                |              |
| 28    | Nathalie Santer     | +5:49,0 min    | 5 (0-3-0-2)  |
|       |                     |                |              |
| 32    | Katja Beer          | +6:09,2 min    | 5 (0-0-3-2)  |
|       |                     |                |              |
| 40    | Saskia Santer       | +7:09,3 min    | 6 (1-1-3-1)  |
|       |                     |                |              |
| 47    | Katja Haller        | +7:49,4 min    | 4 (2-0-1-1)  |
|       |                     |                |              |
| 55    | Michela Ponza       | +8:40,2 min    | 6 (0-2-2-2)  |
|       |                     |                |              |
| 59    | Anna Sprung         | +9:18,7 min    | 8 (1-3-3-1)  |
| …     |                     |                |              |

Datum: 10. Februar 2004

### Massenstart 12,5 km
| Platz | Sportlerin                  | Zeit/Rückstand [min] | Schießfehler |
| ----- | --------------------------- | -------------------- | ------------ |
| 01    | Liv Grete Poirée            | 039:46,1             | 2 (0-0-2-0)  |
| 02    | Katrin Apel                 | +1:23,9              | 2 (0-0-0-2)  |
| 03    | Sandrine Bailly             | +2:05,7              | 3 (0-0-2-1)  |
| 04    | Simone Denkinger            | +2:11,6              | 4 (0-0-2-2)  |
| 05    | Gro Marit Istad-Kristiansen | +2:16,1              | 3 (0-0-0-3)  |
| 06    | Ekaterina Dafowska          | +2:29,8              | 0 (0-0-0-0)  |
| 07    | Natalja Gusewa              | +2:37,9              | 5 (2-2-0-1)  |
| 08    | Sylvie Becaert              | +2:39,5              | 2 (1-0-1-0)  |
| 09    | Uschi Disl                  | +2:47,0              | 5 (3-0-1-1)  |
| 10    | Kati Wilhelm                | +2:56,3              | 4 (1-1-0-2)  |
|       |                             |                      |              |
| 26    | Martina Glagow              | +6:56,7              | 3 (1-0-1-1)  |
| 27    | Nathalie Santer             | +7:19,4              | 8 (2-2-2-2)  |
| …     |                             |                      |              |

Datum: 14. Februar 2004

### Staffel 4 × 6 km
| Platz | Land/Sportlerin                                                                                            | Zeit/Rückstand | Schießfehler                            |
| ----- | --- | -------------- | --------------------------------------- |
| 01    | Norwegen 0000Linda Tjørhom 0000Gro Marit Istad-Kristiansen 0000Gunn Margit Andreassen 0000Liv Grete Poirée | 1:16:59,8 h00  | 0-6 0-7 0-1 0-0 0-3 0-2 0-0 0-2 0-2 0-3 |
| 02    | Russland 0000Olga Pyljowa 0000Swetlana Ischmuratowa 0000Anna Bogali-Titowez 0000Albina Achatowa            | 0+1:08,2 min   | 0-0 0-9 0-0 0-3 0-0 0-1 0-0 0-2         |
| 03    | Deutschland 0000Martina Glagow 0000Katrin Apel 0000Simone Denkinger 0000Kati Wilhelm                       | 0+1:18,6 min   | 0-4 1-8 0-1 1-3 0-0 0-0 0-0 0-2 0-3 1-3 |
| 04    | Belarus 0000Jekaterina Iwanowa 0000Xenia Zikunkowa 0000Wolha Nasarawa 0000Alena Subrylawa                  | 0+1:30,3 min   | 0-2 1-4 0-0 0-0 0-0 1-3 0-1 0-1 0-1 0-0 |
| 05    | Frankreich 0000Sylvie Becaert 0000Christelle Gros 0000Corinne Niogret 0000Sandrine Bailly                  | 0+1:14,1 min   | 0-4 1-7 0-0 0-3 0-2 1-3 0-2 0-1 0-0 0-0 |
| 06    | Bulgarien 0000Pawlina Filipowa 0000Irina Nikultschina 0000Radka Popowa 0000Ekaterina Dafowska              | 0+2:20,9 min   | 1-6 0-5 0-2 0-2 1-3 0-1 0-1 0-1 0-0 0-1 |
| 07    | Ukraine 0000Oksana Jakowljewa 0000Nina Lemesch 0000Irina Tananaiko 0000Olena Petrowa                       | 0+3:02,5 min   | 0-2 0-6 0-1 0-1 0-0 0-2 0-0 0-1 0-1 0-2 |
| 08    | Polen 0000Krystyna Pałka 0000Magdalena Grzywa 0000Magdalena Gwizdoń 0000Katarzyna Ponikwia                 | +3:20,2 min    | 0-2 0-2 0-2 0-1 0-0 0-0 0-0 0-1 0-0 0-0 |
| 09    | Tschechien 0000Magda Rezlerová 0000Irena Česneková 0000Zdeňka Vejnarová 0000Kateřina Holubcová             | +3:45,9 min    | 0-2 1-7 0-2 1-3 0-0 0-3 0-0 0-0 0-0 0-1 |
| 10    | Slowenien 0000Andreja Mali 0000Teja Gregorin 0000Tadeja Brankovič-Likozar 0000Maryke Ciaramidaro           | 0+4:20,4 min   | 0-7 1-7 0-3 1-3 0-0 0-0 0-2 0-1 0-2 0-3 |
|       | |                |                                         |
| 12    | Italien 0000Michela Ponza 0000Nathalie Santer 0000Saskia Santer 0000Maryke Ciaramidaro                     | 0+5:06,3 min   | 0-5 2-9 0-0 0-0 0-2 0-3 0-0 1-3 0-3 1-3 |
| …     | |                |                                         |

Datum: 12. Februar 2004

## Medaillenspiegel
| Platz | Nation      | Gold | Silber | Bronze | Gesamt |
| ----- | ----------- | ---- | ------ | ------ | ------ |
| 01    | Norwegen    | 4    | 2      | 3      | 9      |
| 02    | Frankreich  | 3    | 1      | 2      | 6      |
| 03    | Deutschland | 2    | 3      | 2      | 7      |
| 04    | Russland    | 1    | 3      | 2      | 6      |
| 05    | Polen       | 0    | 1      | 0      | 1      |
| 06    | Belarus     | 0    | 0      | 1      | 1      |
| 06    | Ukraine     | 0    | 0      | 1      | 1      |

| Platz | Land        | Athlet               | Gold | Silber | Bronze | Gesamt |
| ----- | ----------- | -------------------- | ---- | ------ | ------ | ------ |
| 01    | Frankreich  | Raphaël Poirée       | 3    | 1      | 1      | 5      |
| 02    | Deutschland | Ricco Groß           | 2    | 1      | 0      | 3      |
| 03    | Deutschland | Frank Luck           | 1    | 0      | 0      | 1      |
| 03    | Deutschland | Sven Fischer         | 1    | 0      | 0      | 1      |
| 03    | Deutschland | Michael Greis        | 1    | 0      | 0      | 1      |
| 06    | Norwegen    | Lars Berger          | 0    | 2      | 0      | 2      |
| 07    | Norwegen    | Ole Einar Bjørndalen | 0    | 1      | 3      | 4      |
| 08    | Polen       | Tomasz Sikora        | 0    | 1      | 0      | 1      |
| 08    | Norwegen    | Halvard Hanevold     | 0    | 1      | 0      | 1      |
| 08    | Norwegen    | Egil Gjelland        | 0    | 1      | 0      | 1      |
| 11    | Russland    | Sergei Konowalow     | 0    | 0      | 1      | 1      |
| 11    | Frankreich  | Ferréol Cannard      | 0    | 0      | 1      | 1      |
| 11    | Frankreich  | Vincent Defrasne     | 0    | 0      | 1      | 1      |
| 11    | Frankreich  | Julien Robert        | 0    | 0      | 1      | 1      |

| Platz | Land        | Athletin                    | Gold | Silber | Bronze | Gesamt |
| ----- | ----------- | --------------------------- | ---- | ------ | ------ | ------ |
| 01    | Norwegen    | Liv Grete Poirée            | 4    | 0      | 0      | 4      |
| 02    | Russland    | Olga Pyljowa                | 1    | 1      | 0      | 2      |
| 03    | Norwegen    | Linda Tjørhom               | 1    | 0      | 0      | 1      |
| 03    | Norwegen    | Gro Marit Istad-Kristiansen | 1    | 0      | 0      | 1      |
| 03    | Norwegen    | Gunn Margit Andreassen      | 1    | 0      | 0      | 1      |
| 06    | Russland    | Anna Bogali-Titowez         | 0    | 2      | 1      | 3      |
| 07    | Russland    | Albina Achatowa             | 0    | 2      | 0      | 2      |
| 08    | Deutschland | Martina Glagow              | 0    | 1      | 2      | 3      |
| 09    | Deutschland | Katrin Apel                 | 0    | 1      | 1      | 2      |
| 10    | Russland    | Swetlana Ischmuratowa       | 0    | 1      | 0      | 1      |
| 11    | Ukraine     | Olena Petrowa               | 0    | 0      | 1      | 1      |
| 11    | Frankreich  | Sandrine Bailly             | 0    | 0      | 1      | 1      |
| 11    | Deutschland | Simone Denkinger            | 0    | 0      | 1      | 1      |
| 11    | Deutschland | Kati Wilhelm                | 0    | 0      | 1      | 1      |